# Richard Avedon
Richard Avedon (Nueva York, 15 de mayo de 1923-San Antonio, Texas, 1 de octubre de 2004) fue un fotógrafo de moda y retratista estadounidense. Un obituario publicado por el  The New York Times, afirmaba que: sus fotografías de moda y sus retratos habían ayudado a definir, en Estados Unidos, durante el último medio siglo, la imagen de belleza, elegancia y cultura.

## Biografía
Avedon nació en la ciudad de Nueva York en una familia judía. Era el único hijo de Jacob Israel Avedon, un inmigrante nacido en Rusia que tenía una tienda de ropa en Quinta Avenida, Su madre era Anna, que pertenecía a una familia propietaria de una empresa de manufactura textil.  Él acudió al colegio DeWitt Clinton en el Bronx, donde colaboró en el periódico escolar The Magpie con el escritor James Baldwin desde 1937 a 1940. Después de asistir durante un tiempo en la Universidad de Columbia, comenzó su carrera como fotógrafo, trabajando para la Marina Mercante en 1942, tomando fotografías identificativas de los miembros de las tripulaciones. Estas fotografías las realizó con una cámara Rolleiflex que le había dado su padre como regalo de despedida. De 1944 a 1950, estudió con Alexey Brodovitch en su laboratorio en la New School for Social Research.
En 1944 se casó con Doe Avedon (nacida Dorcas Marie Nowell), cuando ella tenía apenas 19 años. Avedon le cambió el nombre a Doe y la convirtió en modelo. Su primer viaje juntos fue a París en el año 1947. La pareja se divorció en el 1949 y en ese momento es cuando Doe volvió a trabajar como actriz.

## Trayectoria profesional
Sus retratos, aparentemente sencillos pero profundamente psicológicos, de personalidades famosas y desconocidas posando frente a un inmaculado fondo blanco, muestran a un cuidadoso fotógrafo capaz de plasmar en papel fotográfico rasgos inesperados de los rostros de personajes de la envergadura de Truman Capote, Henry Miller, Humphrey Bogart o Marilyn Monroe, entre muchos otros. Su método era sencillo pero efectivo, la derrota anímica del contrario fotografiado a través de largas y cansadas sesiones de hasta cuatro horas. Así  el retratado, desnudo e indefenso era capaz de mostrar su personalidad más sincera.
En 1979 comenzó el que habría de convertirse en uno de sus trabajos más importantes. Por encargo del Museo Amon Carter, de Fort Worth, Texas, Avedon dedicó cinco años a recorrer el oeste de los Estados Unidos para documentar a las personas que nunca escribirían la historia de su país. En esta obra, titulada In the american west, nos presenta a granjeros, mineros, vagabundos, prostitutas, amas de casa, presos, vaqueros de rodeo o empleados de pequeñas oficinas, etc. en fotografías de gran formato tomadas con luz de día, al aire libre y como siempre, ante un fondo blanco. Nada hay en ellos del sueño americano o de la tierra prometida. Son retratos de individuos que han sido observados y artísticamente elevados por la cámara de Avedon mediante una composición sobria, logrando así una considerable fuerza expresiva. Al terminar el proyecto, Avedon había recorrido un total de 189 poblaciones en 17 estados; había fotografiado a 752 personas utilizando alrededor de 17.000 placas de película. De esta colección, escogió 123 retratos que conformarían la serie In the american west (1979-1984).
Además del gran formato utilizado para sus fotografías de moda o retratos, desarrolló una obra en paralelo, utilizando el paso universal, que refleja sus vivencias más personales, como viajes o recuerdos familiares.
Algo muy profundo subyace a lo largo de toda la obra de Avedon y, sin embargo, no siempre se ha acertado a concretar en los trabajos realizados en torno a su figura. Es una preocupación sincera, pero a veces elegantemente obsesiva. El tiempo, la vejez y sus tensiones, resulta ser el motivo fundamental en la obra de Avedon. Vemos en su arte cómo nos habla directamente del paso del tiempo y su influencia en el ser humano, y, cómo no, del camino hacia la muerte. Son esos retratos descontextualizados que aparecen ante la cámara sin maquillaje, fatigados o tristes, tal y como se encontraban en ese momento, los que claramente denotan esta inquietud. El final de su libro Portraits (1976), por ejemplo, culmina de forma tremenda pero magistralmente tratada con una serie de siete fotografías de su padre envejeciendo gradualmente hasta que parece haberse integrado en la luz que le rodea.
Avedon publicó varios libros entre los que se encuentran: Observations (1959), Nothing Personal (1964), Alice In Wonderland: The Forming of a Company, The Making of a Play (1973), Portraits (1976), y Avedon: Photographs 1947-1977.
Como fotógrafo, su obra se ha expuesto en prestigiosas salas The Smithsonian Institution, Washington D. C. (1962), The Minneapolis Institute of Arts (1970), The Museum of Modern Art, NY (1974), The Marlborough Gallery, NY (1975), The Metropolitan Museum of Art, NY (1978), The Dallas Museum of Fine Arts (1979), The High Museum of Art, Atlanta (1979), University Art Museum, Berkeley, CA (1980).
El 25 de septiembre de 2004 Avedon sufrió una hemorragia cerebral en San Antonio, Texas, mientras se encontraba en una sesión fotográfica para un proyecto encargado por la revista The New Yorker, el cual se titulaba «On democracy», y se enfocaba en el proceso electoral de 2004 en los Estados Unidos; se trataba de retratos de candidatos, delegados de las convenciones nacionales, entre otros involucrados en el tema. Murió en la misma ciudad el 1 de octubre de ese año a consecuencia de las complicaciones médicas.
En 1991 recibió el Premio internacional de la fundación Hasselblad.